# La venganza del Lobo Negro
La venganza del Lobo Negro ist ein 1981 entstandener spanischer Abenteuerfilm um einen maskierten Helden, den Rafael Romero Marchent inszenierte. Die auch als Duelo a muerte aufgeführte Fortsetzung von El lobo negro kam nicht in einer deutschsprachigen Fassung zur Aufführung.

## Handlung
Nach zwei Jahren relativer Ruhe in Kalifornien kehrt Colonel Sullivan zurück, da er das Gouverneursamt anstrebt. Er hegt den innigen Wunsch, seinen persönlichen Feind, El Lobo Negro, den Kämpfer für Gerechtigkeit und gegen Unterdrückung, zu demaskieren. Nach vielen Abenteuern geht jedoch erneut der maskierte Held als Sieger hervor, und erneut zieht Frieden in der Region ein.